# 圣塞尔南 (奥德省)
圣塞尔南（法語：Saint-Sernin，法語發音：[sɛ̃ sɛʁnɛ̃] ⓘ）是法国奥德省的一个市镇，位于该省西北部，属于卡尔卡松区。

## 地理
圣塞尔南（43°14'0"N, 1°48'10"E）面积6.53 平方千米，位于法国奧克西塔尼大區奥德省，该省份为法国南部沿海省份，北起塔恩省，西北接上加龙省，西接阿列日省，南至东比利牛斯省，东临地中海，东北与埃罗省接壤。
与圣塞尔南接壤的市镇（或旧市镇、城区）包括：贝尔佩什、迈尔维尔、梅泽维尔、佩什吕纳、埃尔斯河畔佩尔菲特。

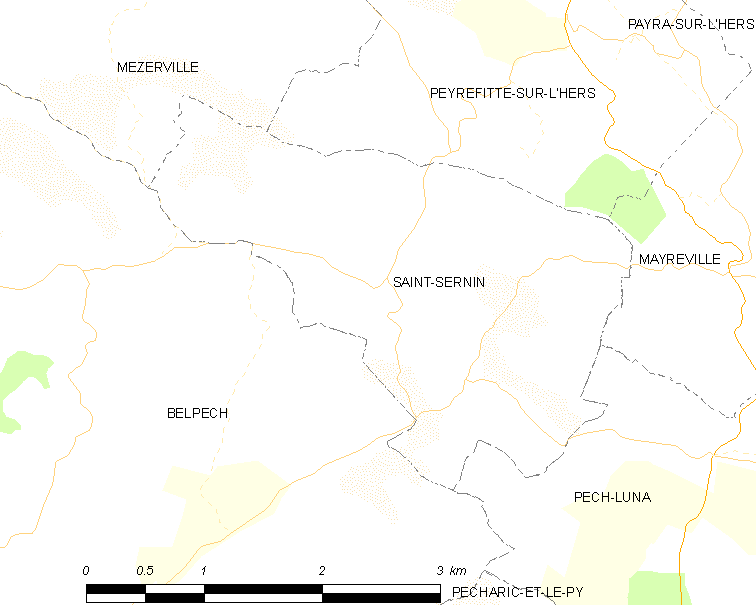
的OSM定位图

圣塞尔南的时区为UTC+01:00、UTC+02:00（夏令时）。

## 行政
圣塞尔南的邮政编码为11420，INSEE市镇编码为11365。

## 政治
圣塞尔南所属的省级选区为拉皮耶日欧拉泽斯县。

## 人口

1962-2008年间人口变化图示

圣塞尔南于2022年1月1日时的人口数量为42人。